# Scratch 'N' Sniff
Scratch 'N' Sniff è il quarto album in studio dei Fate, uscito nel 1990 per l'etichetta discografica EMI Records.

## Tracce
1. Gotta Have It All – 4:35
2. You're the Best (Money Can Buy) – 3:18
3. Walk on Fire – 6:01
4. Freedom – 5:12
5. Won't Let You Down – 4:30
6. The Whalesong – 1:01
7. Larry – 4:00
8. Good Times Coming – 4:33
9. One by One – 3:58
10. Surgeon in Love – 6:42
11. Wanna Be Your Lover – 4:52
12. Think for Yourself – 3:55

### Bonus track (reamster MTM)
- 13. Just a Stranger - 4:53
- 14. Don't Do Drugs - 5:21

## Formazione
- Per Henriksen - voce
- Mattias Eklundh - chitarra
- Peter Steincke - basso, tastiere
- Bjarne Holm - batteria

### Altri partecipanti
- Ted Bullet - cori